# 헬싱키 대학교
헬싱키 대학교(핀란드어: Helsingin yliopisto, 스웨덴어: Helsingfors universitet)는 핀란드, 헬싱키에 위치한 대학교이다. 스웨덴 제국 시절인 1640년에 투르쿠 시에서 투르쿠 왕립 아카데미라는 이름으로 설립되었다. 1828년에 투르쿠 대화재 후 투르쿠에서 헬싱키로 옮겼으며, 1917년 핀란드가 주권국민국가가 되었을 때 헬싱키 대학교로 개명되었다.

## 같이 보기
- 핀란드의 역사
- 핀란드의 교육
- 유로패엄
- 볼로냐 과정